# Davide Faraoni
Marco Davide Faraoni (Bracciano, 25 oktober 1991) is een Italiaans voetballer die doorgaans als rechtermiddenvelder speelt. Hij verruilde FC Crotone in juli 2019 voor Hellas Verona, dat hem in het voorgaande halfjaar al huurde.

## Clubcarrière
Faraoni speelde vanaf zijn twaalfde in de jeugd bij SS Lazio. Op 1 juli 2010 tekende hij een vierjarig contract bij Internazionale. Op 19 november 2011 debuteerde hij onder Claudio Ranieri in de Serie A tegen Cagliari. Hij viel luttele minuten voor het einde in voor de Braziliaan Jonathan. Inter won de wedstrijd met 2-1. Op 22 november 2011 maakte Faraoni zijn Europees debuut, in een Champions League-wedstrijd tegen Trabzonspor.
Op 9 juli 2012 kocht Udinese de helft van de transferrechten van Faraoni. Hij werd in een deal betrokken met Samir Handanovič, de Sloveense doelman die naar Inter ging. Faraoni debuteerde voor Udinese op 25 augustus 2012, tegen ACF Fiorentina.

## Interlandcarrière
Faraoni speelde voor alle Italiaanse jeugdelftallen. Hij debuteerde op 17 november 2010 in Italië –21, tegen Turkije –21 in Fermo. In totaal speelde hij zeven interlands voor Italië –21.
1 Montipò ·
3 Frese ·
4 Daniliuc ·
5 Faraoni  ·
6 Belahyane ·
7 Lambourde ·
8 Lazović ·
9 Sarr ·
10 Mitrović ·
11 Tengstedt · 
12 Bradarić ·
13 Cruz ·
14 Livramento ·
15 Okou ·
16 Chiesa ·
17 Sishuba ·
18 Harroui ·
20 Kastanos ·
21 Silva ·
22 Berardi ·
23 Magnani ·
25 Serdar ·
27 Dawidowicz ·
28 Luna ·
29 Alidou ·
31 Suslov ·
33 Duda ·
34 Perilli ·
35 Mosquera ·
38 Tchatchoua ·
42 Coppola ·
72 Ajayi ·
80 Cissé ·
82 Corradi ·
87 Ghilardi ·
99 Nwanege ·
Coach: Baroni
· Assistent-coach: Bocchetti